# 佩利耶尔
佩利耶尔（法語：Peslières，法語發音：[pɛljɛʁ]）是法国多姆山省的一个市镇，属于伊苏瓦尔区。

## 地理
佩利耶尔（45°26'23"N, 3°27'40"E）面积6.86 平方千米，位于法国奥弗涅-罗讷-阿尔卑斯大区多姆山省，该省份为法国中南部省份，北起阿列省接壤，东临卢瓦尔省，南至上盧瓦爾省和康塔爾省，西接科雷兹省和克勒兹省。
与佩利耶尔接壤的市镇（或旧市镇、城区）包括：小尚帕尼亚、法耶-罗奈、圣卡特琳、圣日耳曼莱尔姆、圣马丹多利耶尔、瓦尔兹苏沙托讷夫。

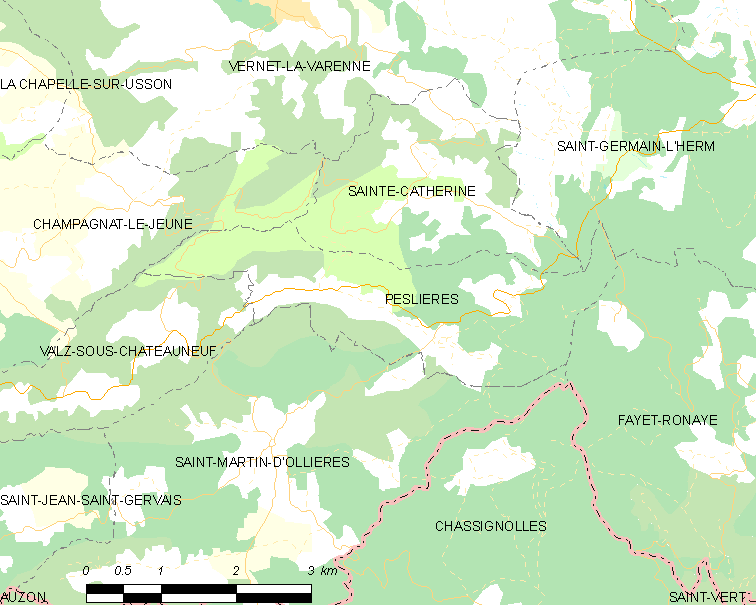
佩利耶尔的OSM定位图

佩利耶尔的时区为UTC+01:00、UTC+02:00（夏令时）。

## 行政
佩利耶尔的邮政编码为63580，INSEE市镇编码为63277。

## 政治
佩利耶尔所属的省级选区为布拉萨克莱米讷县。

## 人口

1962-2008年间佩利耶尔人口变化图示

佩利耶尔于2022年1月1日时的人口数量为54人。